# Marmarica

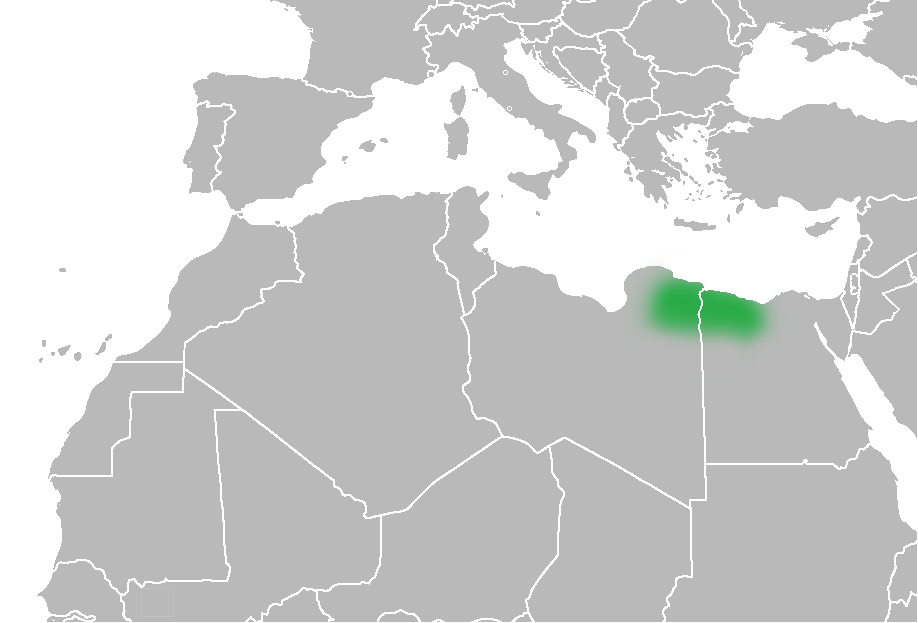
Marmarica

Marmarica (ook wel Libya inferior) was een Romeinse provincie in Noord-Afrika.

## Korte geschiedenis
Nadat de Romeinen het Numidische Rijk in 105 v.Chr. in een oorlog hadden verslagen, werd het gebied dat tegenwoordig Libië heet onder Diocletianus opgesplitst in twee delen: Cyrenaica (ook wel Libya superior) in het oosten en Marmarica in het westen. Het gebied werd in 644 door islamitische troepen veroverd.
Achaea · Alexandria et Aegyptus · Africa · Alpes Cottiae · Alpes Maritimae · Alpes Poeninae · Arabia Petraea · Armenia Inferior · Asia · Britannia · Cappadocia · Cilicia · Corsica · Creta · Cyprus · Cyrenaica · Dacia · Dalmatia · Epirus · Galatia · Gallia (Aquitania · Belgica · Lugdunensis · Narbonensis) · Germania (Inferior · Superior) · Hispania (Baetica · Lusitania · Tarraconensis) · Italia · Iudaea · Lycaeonia · Lycia · Macedonia · Mauretania (Caesariensis · Tingitana) · Moesië (Inferior · Superior) · Noricum · Numidia · Pannonia (Inferior · Superior) · Pamphylia · Pisidia · Pontus et Bithynia · Raetia · Sardinia · Sicilia · Syria · Thracia

Tijdelijke bezettingen: Germania (7-9 n.Chr.) · Armenia (114-117 n.Chr.) · Assyria (116-117 n.Chr.) · Mesopotamia (115-117 n.Chr.)